# 早池峰スーパースプリント
早池峰スーパースプリント（はやちねスーパースプリント）は、岩手県競馬組合が水沢競馬場で施行する地方競馬の重賞競走（M2）である。正式名称は「デイリースポーツ杯 早池峰スーパースプリント」。
2015年までは早池峰賞（はやちねしょう）の名称で施行されていたものを2016年に改称した。「早池峰」の名称は北上山地の最高峰である早池峰山に由来する。
名称変更から2020年まで盛岡競馬場で施行されていたが、2021年からは水沢競馬場で行われている。

## 概要
2000年から2006年まで重賞、2012年までオープン特別競走として施行され、2013年に重賞に再昇格した短距離戦早池峰賞が、2016年に更なる距離短縮で地方競馬スーパースプリントシリーズの東北地区トライアル競走「早池峰スーパースプリント」に名称変更されたものである。なお、名称変更の際に回次が1回に戻されている。改編と同年の2016年から導入された岩手競馬の重賞格付け制度において、本競走はM2に格付けされた。
2023年をもって地方競馬スーパースプリントシリーズが終了し、2024年は習志野きらっとスプリントのトライアルでなくなったが、2025年再び勝ち馬に習志野きらっとスプリントの優先出走権が付与されることとなった。

### 条件・賞金等（2025年）
出走条件
サラブレッド系3歳以上、岩手所属
負担重量
3歳55kg、4歳以上57kg、牝馬2kg減
賞金等
賞金額は1着400万円、2着140万円、3着80万円、4着52万円、5着28万円で、着外手当は4万円
優先出走権付与
優勝馬に習志野きらっとスプリントの、上位2着までに入った馬に岩鷲賞の優先出走権が付与される。
副賞
デイリースポーツ賞、奥州市長賞、開催執務委員長賞

## 歴史
- 2000年 - 2006年、重賞競走として施行。
- 2007年 - 特別競走となる。
- 2013年 - 重賞競走に再昇格。
- 2016年
  - 「早池峰スーパースプリント」に改称。
  - 距離を1200mから1000mに短縮。
  - M2に格付け。
  - 地方競馬スーパースプリントシリーズの東北地区トライアルに指定(2023年まで)。
  - 負担重量を別定から定量に変更。
- 2018年 -「デイリースポーツ創刊70周年記念」の名を冠して施行。
- 2021年 - 施行場が水沢競馬場となり、距離も850mに短縮[7]。

### 歴代優勝馬
- 重賞競走として行われた2000年から2006年および2013年以降を記載する。
- コースはすべてダート。
- Rはコースレコードを示す。

#### 早池峰賞
| 回 | 施行日         | 競馬場 | 距離  | 優勝馬             | 性齢 | 所属 | タイム | 優勝騎手   | 管理調教師 | 馬主       |
| -- | -------------- | ------ | ----- | ------------------ | ---- | ---- | ------ | ---------- | ---------- | ---------- |
| 26 | 2000年12月3日  | 水沢   | 1400m | ハイフレンドピュア | 牡6  | 水沢 | 1:28.8 | 沢田盛夫利 | 佐藤利文   | 清澤新一   |
| 27 | 2001年12月8日  | 水沢   | 1400m | バンチャンプ       | 牡8  | 盛岡 | 1:29.2 | 畠山信一   | 平澤芳三   | 佐々木誠吾 |
| 28 | 2002年12月9日  | 水沢   | 1400m | トーヨーデヘア     | 牡5  | 盛岡 | 1:27.1 | 菅原勲     | 小西重征   | 藤田利勝   |
| 29 | 2003年12月7日  | 水沢   | 1400m | タイキシェンロン   | 牡5  | 水沢 | 1:27.2 | 村上忍     | 佐々木由則 | 甲斐利元   |
| 30 | 2004年12月5日  | 水沢   | 1400m | トキオパーフェクト | 騸9  | 盛岡 | 1:26.3 | 陶文峰     | 櫻田浩三   | 吉田勝己   |
| 31 | 2005年12月18日 | 水沢   | 1400m | タイキシェンロン   | 牡7  | 水沢 | 1:28.4 | 菅原勲     | 佐々木由則 | 甲斐利元   |
| 32 | 2006年12月17日 | 水沢   | 1400m | ヤマニンエグザルト | 牡6  | 水沢 | 1:27.7 | 板垣吉則   | 伊藤和     | 土井睦秋   |
| 39 | 2013年6月9日   | 盛岡   | 1200m | スーパーワシントン | 牡10 | 水沢 | 1:14:7 | 山本聡哉   | 佐藤雅彦   | 佐藤弘樹   |
| 40 | 2014年6月8日   | 盛岡   | 1200m | ランドオウジ       | 牡8  | 水沢 | 1:13:0 | 村上忍     | 千葉幸喜   | 高山直樹   |
| 41 | 2015年6月7日   | 盛岡   | 1200m | デュアルスウォード | 牡7  | 水沢 | 1:12:0 | 菅原辰徳   | 瀬戸幸一   | 鈴木雅俊   |

#### 早池峰スーパースプリント
| 回 | 施行日        | 競馬場 | 距離  | 優勝馬             | 性齢 | 所属 | タイム | 優勝騎手 | 管理調教師 | 馬主       |
| -- | ------------- | ------ | ----- | ------------------ | ---- | ---- | ------ | -------- | ---------- | ---------- |
| 1  | 2016年6月5日  | 盛岡   | 1000m | サカジロヴィグラス | 牝5  | 水沢 | 59.1   | 坂口裕一 | 村上昌幸   | 大黒富美子 |
| 2  | 2017年6月4日  | 盛岡   | 1000m | エーシンシャラク   | 牡9  | 水沢 | 58.9   | 高松亮   | 板垣吉則   | 杉浦和也   |
| 3  | 2018年6月3日  | 盛岡   | 1000m | ナムラバイオレット | 牝5  | 水沢 | 59.1   | 関本淳   | 千葉幸喜   | 川村初美   |
| 4  | 2019年6月2日  | 盛岡   | 1000m | サインズストーム   | 牡6  | 水沢 | R58.4  | 岩本怜   | 石川栄     | 菅野直彦   |
| 5  | 2020年5月24日 | 盛岡   | 1000m | コンサートドーレ   | 牡6  | 水沢 | R58.2  | 山本政聡 | 板垣吉則   | 廣瀬由一   |
| 6  | 2021年6月6日  | 水沢   | 850m  | キラットダイヤ     | 牝4  | 水沢 | 50.0   | 鈴木祐   | 板垣吉則   | 小林祐介   |
| 7  | 2022年6月5日  | 水沢   | 850m  | キラットダイヤ     | 牝5  | 水沢 | 49.6   | 鈴木祐   | 板垣吉則   | 小林祐介   |
| 8  | 2023年6月4日  | 水沢   | 850m  | キラットダイヤ     | 牝6  | 水沢 | 49.5   | 鈴木祐   | 板垣吉則   | 小林祐介   |
| 9  | 2024年6月9日  | 水沢   | 850m  | ダイセンメイト     | 牝5  | 水沢 | 50.8   | 岩本怜   | 菅原勲     | 根田喜久雄 |
| 10 | 2025年6月15日 | 水沢   | 850m  | エイシントルペード | 牡4  | 水沢 | 50.2   | 山本聡紀 | 板垣吉則   | 平井克彦   |

### 競走結果の出典
- KEIBA.GO.JP（地方競馬全国協会）
  - 早池峰賞　歴代優勝馬
  - 早池峰スーパースプリント　歴代優勝馬
- JBISサーチ
  - 2000年、2001年、2002年、2003年、2004年、2005年、2006年、2013年、2014年、2015年、2016年、2017年、2018年、2019年、2020年、2021年、2022年、2023年、2024年、2025年